# Pernis (Rotterdam)
Pour les articles homonymes, voir Pernis.
Pernis est un arrondissement de la commune néerlandaise de Rotterdam, dans la province de Hollande-Méridionale. Le 1er janvier 2017, il comptait 4 786 habitants, et sa superficie est de 1,6 km2.

## Histoire
La fondation du village date de l'an 1000. Le blason du village comprend une charrue et un poisson car Pernis était jadis à la fois une commune agricole et un port de pêche. En 1959, l'Oude Haven a été asséché et remplacé par un espace vert.
Pernis est complètement enclavé dans les zones industrielles du port de Rotterdam.
Ce fut une commune indépendante jusqu'en 1934 ; la commune fut alors rattachée à Rotterdam, en même temps que Hoogvliet. Auparavant, le territoire de Pernis avait été agrandi lors des réunions des anciennes communes de Langebakkersoord (1827) et 's-Gravenambacht (1832).

## Transports
Depuis 2002, Pernis est relié à Rotterdam par le métro par la ligne B en direction de Nesselande. La durée du trajet jusqu'au centre-ville de Rotterdam est d'environ 20 minutes.

## Monuments nationaux
Plusieurs bâtiments de Pernis bénéficient d'une reconnaissance de monument national. L'église protestante actuelle date de 1926, mais le premier édifice remonte au XIIIe siècle. La tour actuelle date de la deuxième moitié du XVe siècle, son clocher abrite une horloge d'un diamètre de 68 cm, fabriquée par P. Oostens, en 1672. Une ferme dont le corps d'habitation date du milieu du XVIIe siècle, avec des étables du XVIIe siècle, qui constituent quatre bâtiments sur la rue Ring, est également inscrite. D'autres fermes, occupant les no 210 et no 604 sur le Ring, sont également inscrites.

## Galerie

Pernis
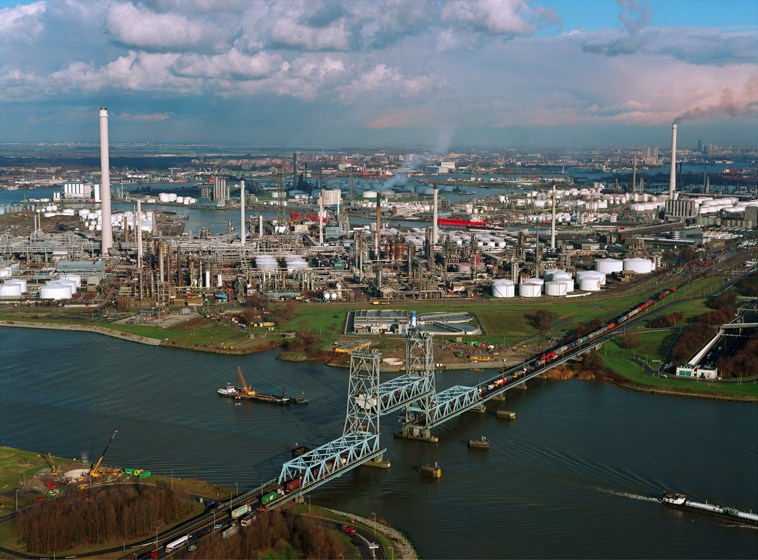
Industrie pétrolifère et pont levant Botlekbrug
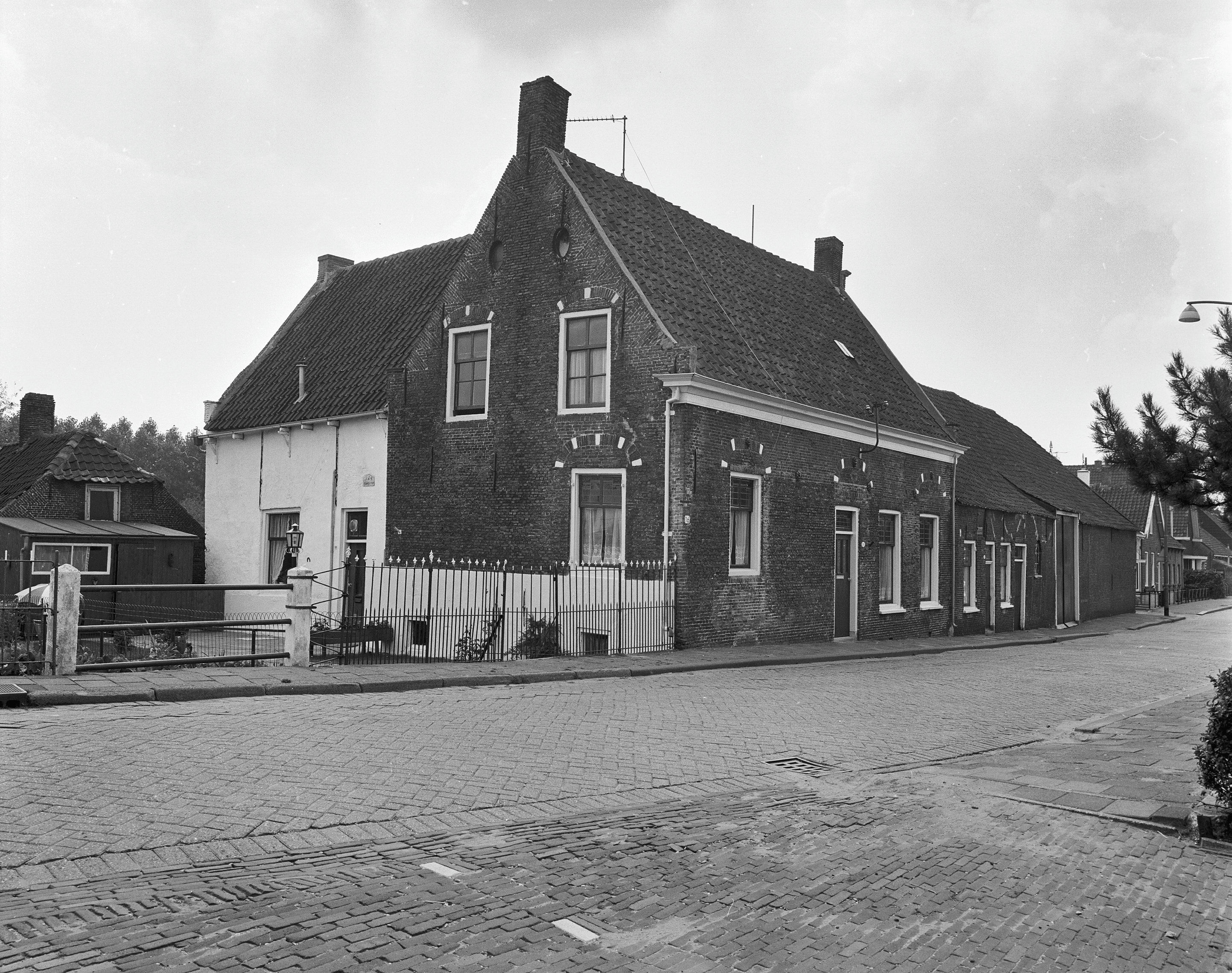
Une ancienne ferme, monument national
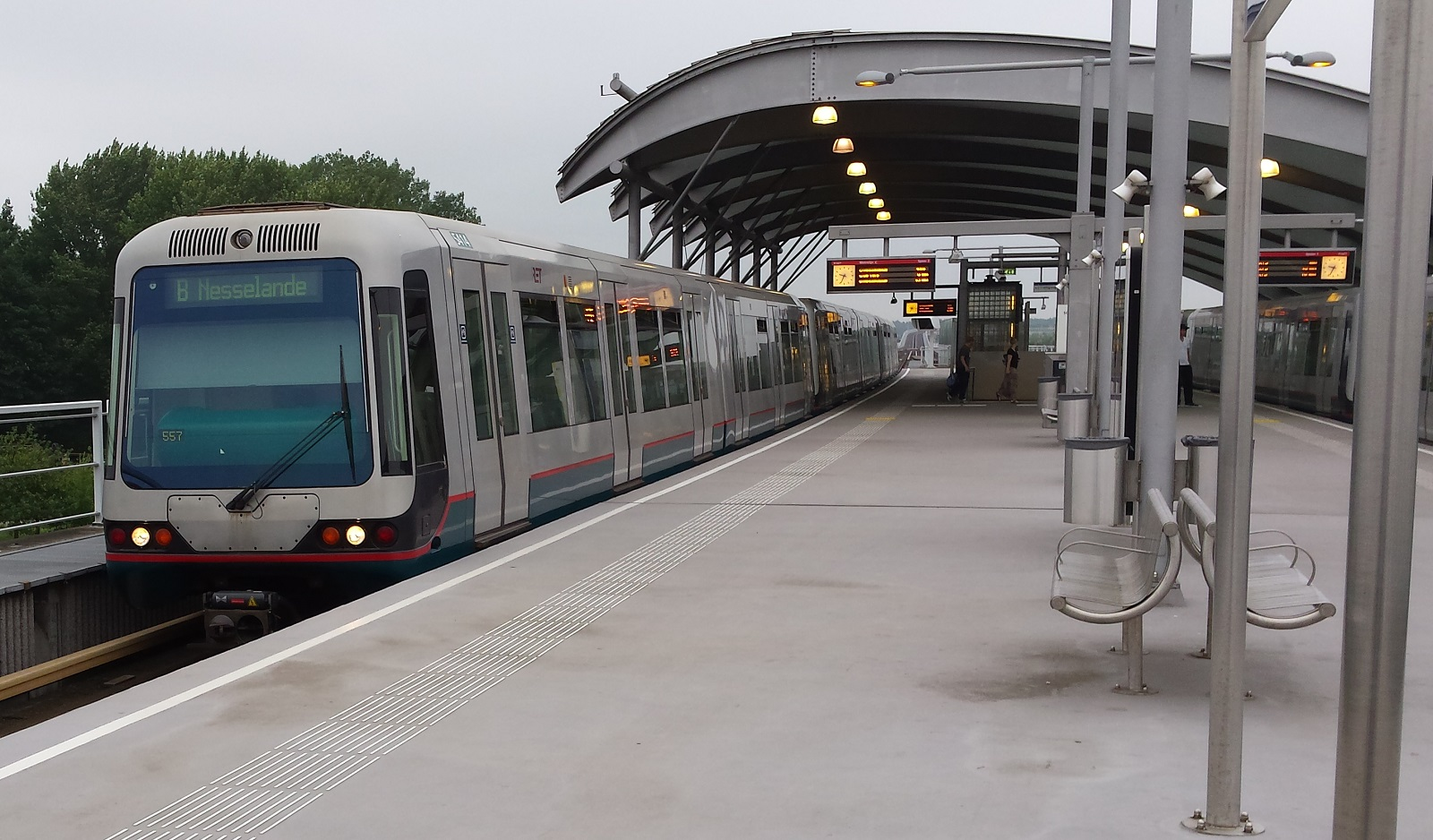
Station de métro de Pernis